# Kim Hyun-ah
Kim Hyun-ah (hangul: 김현아; hanja: 金泫雅; rr: Gim Hyeon-a; MR: Kim Hyŏn-a; Seul, 6 de junho de 1992), mais frequentemente creditada por seu nome artístico Hyuna (hangul: 현아; estilizado HyunA), é uma cantora, rapper, compositora, dançarina e modelo sul-coreana. Ela foi integrante do grupo sul-coreano 4Minute e foi uma das cinco integrantes originais do Wonder Girls, e também foi integrante da dupla Trouble Maker e do trio Triple H. Ela mantém o recorde de solista coreana com o maior número de visualizações no YouTube, o videoclipe "Bubble Pop!", com mais de 130 milhões, e "Ice Cream" em segundo com mais de 100 milhões. Hyuna é uma das solistas mais bem sucedidas da indústria musical coreana, juntamente de Lee Hyori, BoA, IU, Ailee, Sunmi e Taeyeon.
Em 2008, ela assinou um contrato com a Cube Entertainment e consequentemente estreou com o 4Minute um ano mais tarde. O single de estreia do grupo, "Hot Issue", foi um sucesso imediato. Ela também tem uma carreira solo notável, tendo várias canções de sucesso como "Bubble Pop!" e "Red". Ela é bem conhecida pela sua participação no hit mundial de Psy, "Gangnam Style", e também pela versão dueto da música, "Oppa Is Just My Style". Hyuna descreve sua carreira solo como "música orientada para a performance".

## Biografia

### 1992–2009: vida antes da fama, Wonder Girls e 4Minute

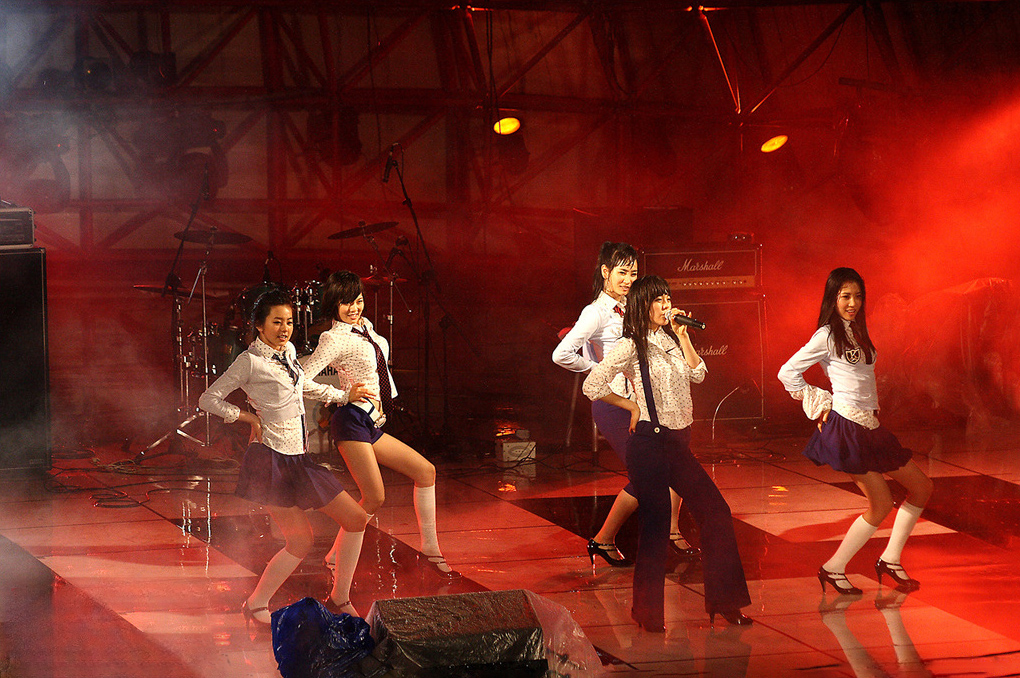
Wonder Girls se apresentando em Daedongje, Hanyang University Festival em 9 de maio de 2007

Hyuna nasceu em 6 de junho de 1992, em Seoul, Coreia do Sul. Ela é a filha mais velha, tendo dois irmãos mais novos: Kim Hyun-ho e Kim Hyun-suk. Os seus pais são divorciados e ela é mais ligada à avó e à mãe. Ela estudou na Choongam Middle School, posteriormente formou-se em Música na Korean Arts High School, e graduou-se na Universidade Konkuk, em Artes Contemporâneas, recebendo admissão especial à escola.
O nome em hanja de Hyuna é "泫我". No entanto, seu professor de chinês a disse que o significado do hanja soava estranho em mandarim (pinyin: Xuàn Wǒ, que pode ser traduzido como "Choro") e recomendou ela adotar os caracteres "泫雅" (pinyin: Xuàn Yǎ) para suas promoções em Taiwan. Hyuna concordou com a mudança depois de comentar que "泫雅" soou adorável.
Em 2006, aos 14 anos, Hyuna estreou com o Wonder Girls, um girl group gerenciado pela JYP Entertainment. Ela tinha a posição de rapper principal. Hyuna participou do mini-álbum de estreia do grupo, The Wonder Begins, lançando em fevereiro de 2007. Ela fez parte do programa de televisão do grupo, MTV Wonder Girls, por duas temporadas, e coapresentou Show! Music Core com Sohee do Wonder Girls e com Bryan Joo do Fly to the Sky. Hyuna deixou o Wonder Girls em julho, quando ela foi retirada devido à preocupação de seus pais com a sua saúde - ela foi diagnosticada com gastroenterite crônica e desmaios. Felizmente, esses problemas de saúde estão controlados por remédios e tratamentos. Quem a substituiu no grupo foi Yubin.
No ano seguinte, ela se transferiu para a Cube Entertainment e estreou novamente como uma integrante do girl group 4Minute, junto de Jihyun, Jiyoon, Gayoon e Sohyun. Anunciado em maio de 2009, o grupo estreou com o single "Hot Issue" em 15 de junho.

### 2009–2010: começo da carreira solo

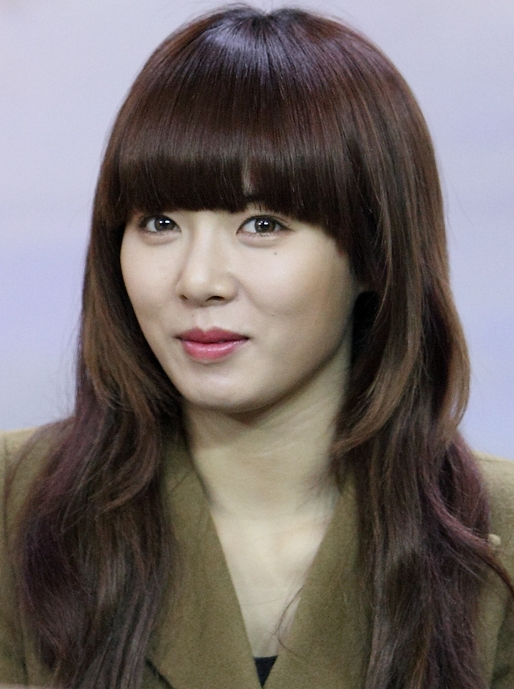
HyunA em dezembro de 2010.

Hyuna colaborou com Lee Gi-kwang na música "2009" do álbum de estreia do cantor, First Episode: A New Hero, e também apareceu no videoclipe de seu single "Canding Shoes", qual foi lançado no dia 30 de março de 2009. Em 13 de agosto ela fez rap para a música "Wasteful Tears" de Navi e também apareceu no videoclipe da mesma música. Hyuna também apareceu com Uee do After School no videoclipe de "Love Class" de Mighty Mouth. Hyuna também participou da música "Bittersweet" do Brave Brothers, lançada em 18 de agosto. Ela se tornou parte do "Dream Team Girl Group", um grupo promocional para o telefone Anycall da Samsung, com Seungyeon do KARA, Uee do After School e Gain do Brown Eyed Girls. O primeiro single do grupo, "Tomorrow", foi lançado em 6 de outubro de 2009, e o videoclipe oficial foi lançado em 12 de outubro, estrelando o ator Lee Dong-gun. A versão individual de Hyuna para o videoclipe foi lançado em 27 de outubro. Hyuna também fazia parte do Invincible Youth, um show de variedades sul-coreano. No entanto, ela deixou o show devido a alguns conflitos com sua agenda no dia 21 de junho de 2010.
Em 4 de janeiro de 2010, Hyuna lançou o single "Change" que ficou em altas posições em vários charts online e o promoveu em shows de música. A música conseguiu a 2ª posição no Gaon 2010 com 2,469,354 de cópias vendidas. Dez dias depois, em 14 de janeiro, o videoclipe de "Change" foi classificado como 19+ pelo Ministry of Gender Equality and Family por ser impróprio para menores. Cube Entertainment afirmou que o vídeo da música seria re-editado e apresentado para receber aprovação. No entanto, a SBS anunciou que o videoclipe seria restrito a um público de 15+, e MBC anunciou que ele seria visível para todos os públicos. As promoções de Change acabaram em março de 2010.
Em fevereiro de 2010, Hyuna lançou um single digital, "Love Parade", com a participação de Park Yun-hwa do T-max. Dois meses depois, em 16 de abril, Hyuna lançou outro single digital, "Outlaw In The Wild", com a participação de Nassun, e produzindo por E-Tribe. Ela fez uma participação especial com sua colega de grupo, Jihyun, no filme de terror da Midnight FM em 14 de outubro de 2010. Ela também fez rap num dueto com G.NA, "Say You Love Me", que ela escreveu e compôs as letras de rap para a música. O dueto foi lançado dia 10 de novembro de 2010.

### 2011–2012:Bubble Pop!, Trouble Maker eMelting

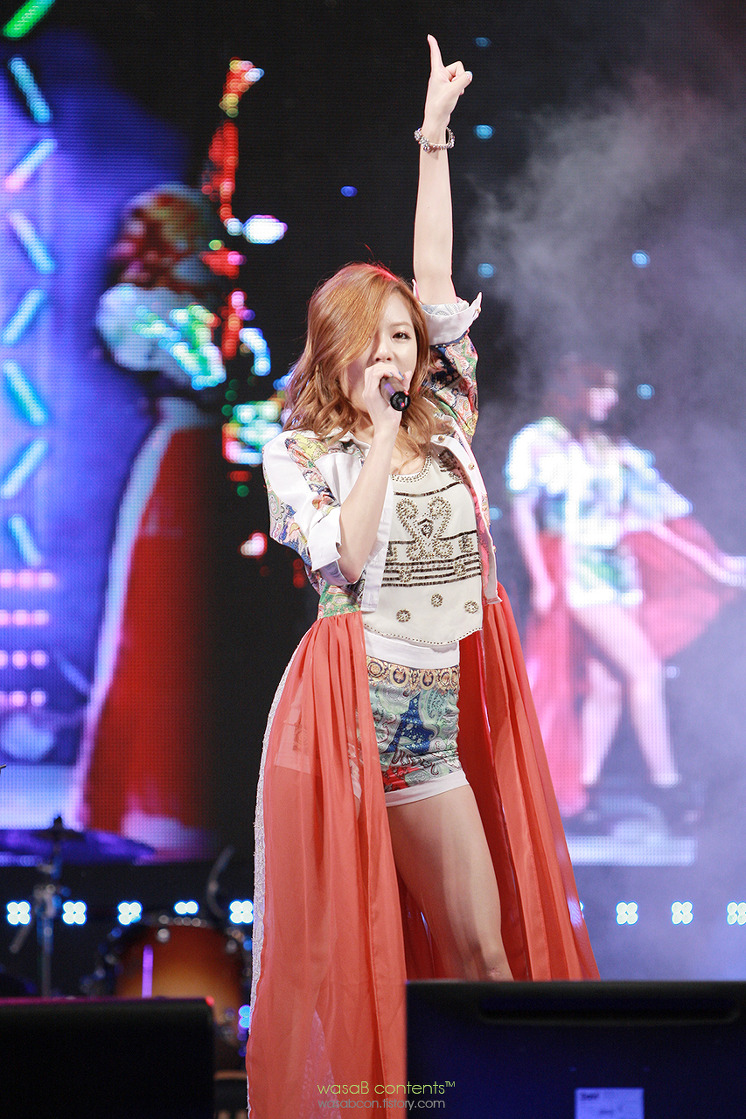
Hyuna performando no Festival de Livros de Paju em 15 de setembro de 2012.

Hyuna participou da faixa-título "Let It Go" do Heo Young-saeng do seu primeiro mini-álbum, Let it Go, lançado em 12 de maio de 2011. Hyuna apareceu na versão coreana de Dancing with the Star. O programa começou a ser transmitido em 10 de junho. Depois de vários teasers, Hyuna lançou seu primeiro mini-álbum, intitulado de Bubble Pop! com cinco novas canções, e a faixa-título "Bubble Pop!". O videoclipe foi lançado dia 5 de julho. Ele teve participações de Lee Joon do MBLAQ. Em agosto, Korea Communications Standards Commission parcialmente proibiu a transmissão do vídeo por conter "conteúdo picante". O video clipe foi o primeiro mv de uma solista coreana a chegar a 100 milhões de visualizações.
Em 28 de setembro, Hyuna foi classificada na 17ª posição na lista de artistas jovens notáveis da Bilboard. A lista incluía outros artistas jovens como Justin Bieber, Selena Gomez e Miley Cyrus.
Em 24 de novembro de 2011, CUBE revelou que ela estaria numa sub-unit chamada Trouble Maker com Hyunseung do BEAST (que atualmente não faz mais parte do grupo). O primeiro mini-álbum da dupla, Trouble Maker, consiste em músicas dançantes, baladas emocionais, um solo para Hyuna e outro para Hyunseung. O EP foi lançado em 1 de dezembro. "Bubble Pop!" ficou em nono lugar no ranking "Best 20 Songs For 2011" da revista Spin.
Em 12 de fevereiro de 2012 foi revelado que a segunda temporada de The Birth of a Family iria acompanhar Hyuna e G.NA. The Birth of a Family é um programa onde ídolos adotam animais de estimações e cuidam teles por um certo período para promover os direitos dos animais. O primeiro episódio foi transmitido 3 de março.
Em 14 de março, Hyuna anunciou o lançamento de sua marca Hyuna X SPICYCOLOR. Hyuna também apareceu no viral videoclipe "Gangnam Style" de Psy, tendo sido escolhida pessoalmente pelo próprio durante a fase inicial de produção. Psy revelou a versão feminina da música, conhecida como "Oppa Is Just My Style" em agosto de 2012, tendo os vocais de Hyuna.
Hyuna lançou seu segundo mini-álbum, intitulado de Melting em 21 de outubro de 2012 com a faixa-título "Ice Cream". A música foi produzida por Brave Brothers e foi o primeiro trabalho conjunto de Hyuna e um produtor. O vídeo para "Ice Cream" foi lançado em 22 de outubro de 2012 e há uma participação especial de Psy. Quatro dias depois do lançamento, o videoclipe conseguiu 10 milhões de visualizações muito rápido e se tornou um dos únicos de K-pop a conseguir a marca. Agora o recorde estaria divido entre "The Boys" do Girls' Generation e "Ice Cream". Melting é conhecido pelas composições e contribuições de Hyuna "Very Hot" e "To My Boyfriend". Ice Cream posteriormente teria se tornado o segundo video clipe da cantora a alcançar a marca de 100 milhões de vizualizações.
Em outubro, foi relatado que "Very Hot" foi banida pela SBS e pela MBC. Nesse mesmo mês, um episódio do Inkigayo revelou um teaser insinuando que vinte estrelas de K-pop estariam se unindo para projetos de grupos para o SBS Gayo Daejeon 2012. Hyuna fazia parte de um dos supergrupos, o Dazzling Red com Hyolyn do SISTAR, Hyosung do SECRET, Nana do After School e Nicole do Kara. Brave Brothers produziu a música do grupo, cujos lucros foram doados para caridades. A música "This Person" foi lançada em 27 de dezembro de 2012.
Em dezembro, no dia 28, Hyuna participou do single digital de Eru "Don't Hurt".

### 2013–2015:Chemistry,A TalkeA+

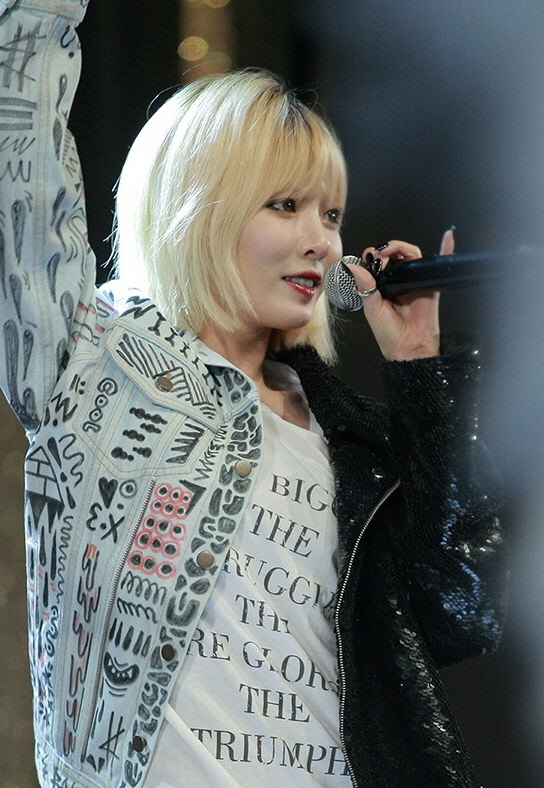
HyunA em dezembro de 2013, durante o Prêmio de Ouro da Coreia Yakult Seven Pro BaseBall 2013.

Em 25 de maio, Hyuna e o maquiador SON & PARK lançaram atividades de caridade "Kiss of Hope". G by Guess lançou o pacote "Kiss of Hope" cujo lucros foram doados para a educação de crianças em países pobres. Ela apareceu no 27º episódio do Saturday Night Live Korea.

Em outubro, Hyuna e Hyunseung retornaram como Trouble Maker. Eles lançaram o single "Now" do EP Chemistry. A música alcançou o número um de dez das paradas principais da Coreia, e foi considerada pela Instiz.net um All-Kill. Chemistry recebeu críticas positivas de críticos de música e fãs, como Adrienne Stanley do KpopStarz que disse:
Chemistry é um lançamento muito bom. Hyuna e Hyunseung provaram que o público têm muita coisa para olhar neles e que a dupla é mais que um marketing da Cube Entertainment. Excedendo as expectativas para seu retorno, Trouble Maker se tornou a dupla que é repleta de olhares.
Em 11 de março, Hyuna performou no K-Pop Night Out no SXSW no Austin, Texas. Ela então viajou para Los Angeles para filmar uma participação no Funny or Die com Rita Ora. O vídeo "Better Walk" das duas estrelas foi lançado no Funny or Die em 2 de abril de 2014.
Em 26 de junho de 2014, Cube Entertainment anunciou que Hyuna estaria lançando o seu terceiro mini-álbum solo. Um documentário chamado Hyuna's Free Mont foi ao ar na SBS; ele documentou a preparação e as atividades promocionais para o lançamento do mini álbum. Em 15 de julho, fotos teasers foram lançadas para o ábum A Talk e foi revelado que a faixa-títula seria "Red". O videoclipe para o single foi lançado dia 28 de julho. O single fez com que Hyuna ganhasse seu primeiro win solo em um programa musical na coréia.
Em 29 de dezembro, Rolling Stone nomeou "Red" como o quinto melhor videoclipe de 2014. Foi anunciado em 5 de junho de 2015 que Hyuna voltaria por volta de agosto com um novo mini álbum.
Em 9 de agosto de 2015, Hyuna lançou um novo teaser para seu videoclipe do seu quarto mini álbum, A+. Em 12 de agosto, Cube mostrou fotos teasers através do Twitter que mostraram que o mini-álbum A+ sairia dia 21 de agosto, e o trailer para o mini alcançou 2 milhões de visualizações e 33.000 gosteis no primeiro dia do lançamento. Cube anunciou que o single iria se chamar "Because I'm The Best" e teria como participação o Ilhoon do BtoB. Em 20 de agosto, Cube lançou o videoclipe para o single na página oficial da empresa no Youtube. Ela também fez seu retorno no M! Countdown e performou "Ice, Ice" com a Hwasa do Mamamoo. O single "Because I'm The Best" foi o terceiro video clipe da cantora a chegar a marca de 100 milhões de visualizações.

### 2016–2018: fim do 4Minute,A'wesome,Triple H e saída da Cube

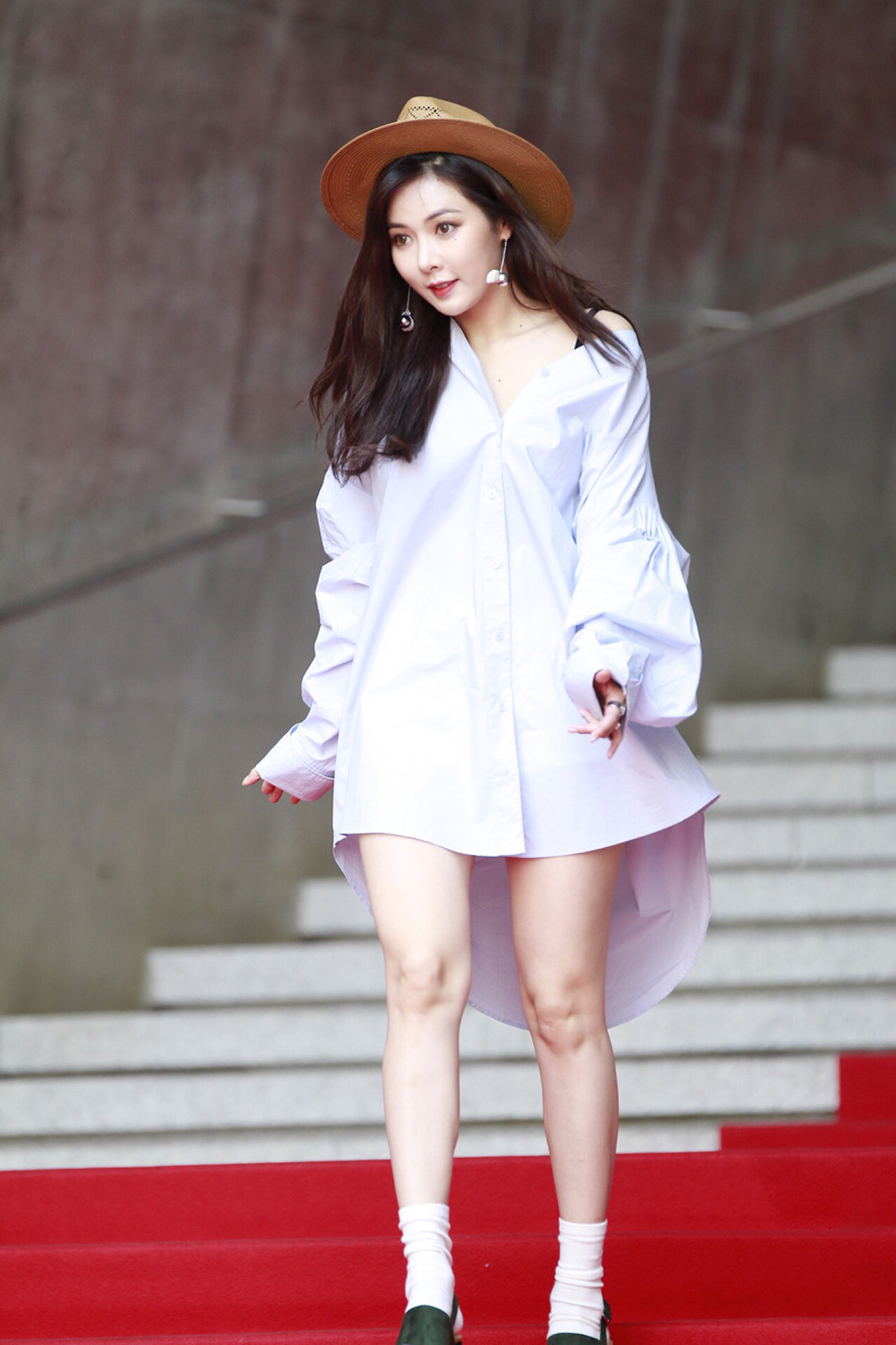
Hyuna no Seoul Fashion Week em 24 de março de 2016.

No dia 13 de junho de 2016 foi anunciado que o 4Minute decidiu se separar. Um representante da CUBE Entertainment declarou: "Como a data do fim de contrato se aproxima, os membros conversaram para não renová-lo, a empresa tentou fazê-las continuarem com o grupo, porém, no fim, foi decidido que o grupo não continuaria mais junto. Devido as opiniões distintas dos membros, o grupo irá se separar." Hyuna é a única membro do grupo que renovou seu contrato com a agência.
Hyuna retoma suas atividades como artista solo, com seu quinto mini álbum A'wesome que foi lançado em 1 de agosto de 2016  com a faixa titulo How's This que se tornou o segundo single da cantora a ganhar um win em programas musicais na coréia.
Ela também estrelou o seu próprio reality show, X19.
Em março de 2017, a Cube anunciou que Hyuna participaria de um novo grupo, junto com integrantes da gravadora que ainda não tinham sido anunciados. Em 4 de abril foi anunciado que os integrantes Hui e Dawn do Pentagon eram os outros integrantes do grupo, que seria chamado Triple H. No dia 1 de maio foi lançado o primeiro mini-álbum do grupo,199X que continha quatro faixas, incluindo a faixa titulo 365 FRESH. O mv do single saiu no mesmo dia.
Em 2017, Hyuna participou do programa The Unit: Idol Rebooting Project, da  KBS2, como mentora especial.
No dia 29 de agosto de  2017 HyunA lançou seu sexto mini album Following, com o single BABE. O album contém cinco musicas, sendo elas duas com participações especiais de membros do grupo Pentagon, Dawn e WooSeok.
Ainda no mesmo ano no dia 2 de dezembro HyunA estreiou a musica Lip & Hip no 2017 Melon Music Awards, a musica chegou as plataformas dois dias depois em 4 de dezembro junto com o videoclipe.
No dia 26 de julho de 2018 foi criado um Instagram para o grupo Triple H para anunciar o comeback do grupo. No dia 2 de julho foi anunciado o segundo mini album do grupo Retro Futirism para o dia 18 de julho. O mini album contem três novas faixas, e o video clipe da faixa título do album, Retro Future, saiu junto com o lançamento do mesmo.
No dia 2 de agosto de 2018, confirmou estar namorando com o cantor Dawn, membro do grupo Pentagon, que também possui selo da Cube. Alguns dias após a publicação, a Cube Entertainment anunciou o encerramento abrupto do contrato de ambos os artistas por terem infringidos cláusulas que impossibilitariam namoros de artistas da agência. Passadas algumas horas do anúncio, a Cube voltou atrás e afirmou que a decisão ainda estava em discussão interna. A decisão teve seu resultado anunciado em 4 de outubro, quando confirmaram a saída de ambos.

### 2019–presente: P Nation,Flower ShowereI'm Not Cool
Em 27 de janeiro de 2019, o casal assinou um contrato com a P-Nation, a nova empresa do Psy. Após assinar contrato com a P Nation, Hyuna começou a preparar sua volta aos palcos, em poucos meses a solista voltou a se apresentar em shows em universidades com seus principais hits.
No dia 3 de setembro foi criado uma conta no youtube para a cantora, que atualmente contem 1.82 milhões de inscritos. Para se aproximar de seus fas e chamar atenção para seu novo canal, Hyuna decide começar um vlog, intitulado HyunA-ing. O primeiro video saiu no dia 29 de setembro de 2019 e o ultimo no dia 30 de maio de 2020, ao todo foram gravados 36 videos.
Em outubro foi anunciado oficialmente que ela retornaria com um novo single intitulado "Flower Shower", este que foi lançado no dia 5 de novembro.
No dia 17 de agosto de 2020 foi anunciado que HyunA faria seu comeback com a faixa Good Girl no dia 26 de agosto como pré-release do seu primeiro mini album com a nova empresa. Entretanto no dia 22 de agosto a P Nation anunciou que o comeback teria que ser adiado sem previsão de lançamento, devido ao estado de saúde da cantora, que estava sofrendo de vários desmaios por conta de sua doença vasovagal syncope.
Ja no dia 29 de novembro, Hyuna postou em seu Instagram que estava de volta ao estúdio, e postou uma prévia de uma nova musica com o cantor Dawn. Dias mais tarde, em 3 de dezembro, ela posta que estava gravando a faixa titulo de seu novo album junto do Psy.
No dia 7 de janeiro de 2021, foi anunciado que Hyuna faria seu comeback no dia 28 de janeiro. No dia 19 de janeiro foi divulgado, através do Instagram da P Nation e do YouTube da cantora que ela lançaria o seu sétimo mini álbum. No dia seguinte foi anunciado que o mini álbum se chamaria I'm Not Cool junto da tracklist, e que tanto Flower Shower quanto Good Girl fariam parte do álbum, junto com outras três musicas incluindo sua segunda colaboração com o cantor Dawn. No dia 28 de janeiro, lançou seu mini álbum I'm Not Cool. Posteriormente no dia 25 de junho, a cantora participou do especial de meio de ano do programa Music Bank, cantando a musica I'm Not Cool e fazendo uma performance de dança ao lado de Jessi.
No dia 11 de agosto, foi anunciado que Hyuna e o cantor Dawn iriam estrelar o reality show I'm Fine Thank You, And You?, da emissora Studio LuluLala, que tem o intuito de mostrar o dia a dia do casal. Posteriormente, foi anunciado pela gravadora que o casal iria debutar como um duo chamado HyunA & DAWN no dia 9 de setembro, junto com um mini álbum chamado 1+1=1 com a title Ping Pong.

## Vida pessoal
Hyuna tem uma tatuagem no ombro esquerdo que diz: "My mother is the heart that keeps me alive" (em português:  Minha mãe é o coração que me mantém viva). Mais tarde, ela revelou outras duas tatuagens: Uma debaixo do braço direito que diz "Tempus", que significa "tempo" em latim; e outra no cóccix que diz "Fate", que significa "destino" em inglês.
Desde maio de 2016, está em um relacionamento sério com Dawn, ex-integrante do grupo Pentagon e atual solista. O noivado dos dois foi anunciado em 3 de fevereiro de 2022.
Em 28 de novembro de 2019, Hyuna revela em seu Instagram que foi diagnosticada em 2016 com depressão, síndrome do pânico e síncope vasovagal.
Em 30 de novembro de 2022, a solista anunciou através de sua página no Instagram que o seu relacionamento com o Dawn chegou ao fim após seis anos juntos.
“Terminamos. Decidimos permanecer amigos e colegas a partir de agora. Obrigada por seu apoio e por nos olharem com carinho.”

## Outros empreendimentos

### Endossos
Em 2012, Hyuna foi anunciada pela marca de bebidas Soju como o novo rosto da bebida Lotte Liquor, ao lado de Hyorin e Goo Hara.
Em março, Hyuna se tornou a porta-voz do Toyota Corolla 2013. Ela lançou o curto videoclipe "Corolla x Hyuna: My Color", e um aplicativo chamado "CorollaxHyuna" que ensinava a música e a coreografia.
Em setembro de 2014, Hyuna se tornou uma modelo global para a marca de cosméticos Tony Moly.
Em 2018, Hyuna foi confirmada como rosto da marca de alimentos saudáveis GRN+.
Em 2019, Hyuna participou como rosto da marca de produtos de cabelo chinesa "See Young". Em 2021 ela fez outra parceria com a marca.
Em Maio de 2020, Hyuna foi anunciada como o rosto da colaboração entre a revista Vogue Coreia e a linha YSL Beauty, chamada “Endanger Me Red”.

### Moda
Em 2012, Hyuna lançou sua primeira linha de roupas chamada "Hyuna x SPICYCOLOR", uma parceria com a marca Spicy Color.
Em fevereiro de 2013, Hyuna foi escolhida como a novo rosto da marca de roupas G by Guess.
Em 1 de julho de 2015, foi revelado que Hyuna seria nova modelo da marca CLRIDE.N. Em 2017, ela foi o rosto da campanha de verão. Em 2019, Hyuna participou como rosto da campanha de verão.
Em janeiro de 2018, Hyuna foi confirmada como a embaixadora da marca PUMA Women's Campaign, ela participou da campanha "DO YOU" em janeiro e da campanha "INCREDIBLE THUNDER" em agosto. Em janeiro de 2019, Hyuna estrelou a campanha "PUMA Cell Endura", e a campanha de verão "PUMA Lite Sandal" ao lado do Dawn.
Em janeiro de 2020, Hyuna participou da campanha "MLB x Hyun-a" da marca de roupas MLB Korea. Em julho em participou da campanha de verão da marca, em setembro ela participou da campanha "Falling into Fleece" junto com o cantor Dawn. Em 2021 ela participou da campanha de fevereiro "FLEX".
Em 2020, Hyuna foi confirmada como a nova embaixadora da marca Calvin Klein, no mesmo ano ela participou da campanha de fevereiro, "CK ONE Underwear", da campanha de setembro "Perfect Fit" e da campanha de natal ao lado de Dawn, que foi uma colaboração entre a Calvin Klein e a revista W KOREA. Posteriormente em 2021, Hyuna participou em fevereiro de outra colaboração entre Calvin Klein e a revista W KOREA, novamente com o cantor Dawn.
Em novembro de 2020, Hyuna e Dawn participaram de um comercial da Vogue Coreia em parceria com a marca de roupas de luxo Burberry usando a linha de outono/inverno.
Em 2021, Hyuna e Dawn participaram de um video de apresentação da coleção "Stuart Vevers’s Fall 2021 collection" da marca de roupas Coach.

## Discografia

### Extended plays
- Bubble Pop! (2011)
- Melting (2012)
- A Talk (2014)
- A+ (2015)
- A'wesome (2016)
- Following (2017)
- I'm Not Cool (2021)

## Filmografia

### Filmes
| Ano  | Título      | Papel     | Notas |
| ---- | ----------- | --------- | ----- |
| 2010 | Midnight FM | Ela mesma | cameo |

### Programas de variedades
| Ano     | Título                  | Emissora | Notas                                                     |
| ------- | ----------------------- | -------- | --------------------------------------------------------- |
| 2009-10 | Invincible Youth        | KBS2     | Principal membro do elenco (como parte dos membros do G7) |
| 2010    | Waving the Korean Flag  | SBS      | Principal membro do elenco                                |
| 2011    | Dancing with the Stars  | MBC      | Competidora (parceria com Nam Kee-yong)                   |
| 2012    | Birth of a Family 2     | KBS2     | Principal membro do elenco                                |
| 2013    | Running Man             | SBS      | Convidada (Episódios 93, 94 e 132)                        |
| 2015    | Knowing Bros            | jTBC     | Convidada (Episódios 92 e 204)                            |
| 2021    | Show!terview with Jessi | SBS      | Episódio 35                                               |

### Reality
| Ano  | Titulo                           | Emissora        | Notas                           | Ref.    |
| ---- | -------------------------------- | --------------- | ------------------------------- | ------- |
| 2014 | Hyuna's Free Month               | SBS             | Membro principal (5 episodios)  | [ 109 ] |
| 2016 | Hyuna X 19                       |                 | Membro principal (5 episodios)  | [ 110 ] |
| 2017 | The Unit: Idol Rebooting Project | KBS2            | Mentora (28 episodios)          |         |
| 2019 | HyunA-ing                        | YouTube         | Membro principal (36 episodios) | [ 111 ] |
| 2021 | I'm Fine Thank You, And You?"    | Studio LuluLala | Membro principal                | [ 73 ]  |

## Prêmios
| Ano                                    | Prêmio                                        | Trabalho nomeado                 | Resultado | Ref.    |
| -------------------------------------- | --------------------------------------------- | -------------------------------- | --------- | ------- |
| Asian Pop Music Awards                 |                                               |                                  |           |         |
| 2020                                   | Outstanding Singers of the Year               | HyunA                            | Venceu    | [ 112 ] |
| 2022                                   | Melhor Album                                  | "I'm Not Cool"                   | Pendente  | [ 113 ] |
| 2022                                   | Musica do Ano                                 | "I'm Not Cool"                   | Pendente  | [ 113 ] |
| 2022                                   | Melhor Performance de Dança                   | "I'm Not Cool"                   | Pendente  | [ 113 ] |
| 2022                                   | Melhor Artista Feminina                       | HyunA                            | Pendente  | [ 113 ] |
| 2022                                   | Melhor Colaboração                            | "PING PONG"                      | Pendente  | [ 113 ] |
| COSMO Glam Night                       |                                               |                                  |           |         |
| 2019                                   | COSMO Camera Award                            | HyunA                            | Venceu    |         |
| Golden Disc Awards                     |                                               |                                  |           |         |
| 2014                                   | Digital Bonsang                               | "Red"                            | Venceu    | [ 114 ] |
| Gaon Chart Music Awards                |                                               |                                  |           |         |
| 2010                                   | Streaming Award                               | "Change"                         | Venceu    |         |
| Herald Donga TV Lifestyle Awards       |                                               |                                  |           |         |
| 2012                                   | Hot Icon Award                                | —                                | Venceu    | [ 115 ] |
| Mnet Asian Music Awards                |                                               |                                  |           |         |
| 2010                                   | Melhor Performance de Dança Solo              | "Change"                         | Indicado  |         |
| 2011                                   | Melhor Performance de Dança Solo              | "Bubble Pop!"                    | Venceu    |         |
| 2012                                   | Melhor Performance de Dança Solo              | "Ice Cream"                      | Indicado  |         |
| 2012                                   | Mnet Asian Music Award for Best Collaboration | "Trouble Maker" (with Hyunsaeng) | Venceu    |         |
| 2012                                   | Musica do Ano                                 | "Ice Cream"                      | Indicado  |         |
| 2014                                   | Musica do Ano                                 | "Red"                            | Indicado  |         |
| 2014                                   | Best Dance Performance – Solo                 | "Red"                            | Indicado  |         |
| 2014                                   | Artista do Ano                                | HyunA                            | Indicado  |         |
| 2014                                   | Melhor Artista Feminina                       | HyunA                            | Indicado  |         |
| 2015                                   | UnionPay Artist of the Year                   | HyunA                            | Indicado  | [ 116 ] |
| 2015                                   | Melhor Artista Feminina                       | HyunA                            | Indicado  | [ 116 ] |
| 2015                                   | UnionPay Song of the Year                     | "Roll Deep"                      | Indicado  | [ 116 ] |
| 2015                                   | Melhor Performance de Dança Solo              | "Roll Deep"                      | Venceu    | [ 116 ] |
| 2016                                   | Melhor Performance de Dança Solo              | "How's This?"                    | Indicado  |         |
| 2016                                   | Musica do Ano                                 | "How's This?"                    | Indicado  |         |
| 2016                                   | Artista do Ano                                | HyunA                            | Indicado  |         |
| 2017                                   | Musica do Ano                                 | "Babe"                           | Indicado  |         |
| 2017                                   | Melhor Performance de Dança Solo              | "Babe"                           | Indicado  |         |
| 2018                                   | Melhor Performance de Dança Solo              | "Lip & Hip"                      | Indicado  |         |
| 2021                                   | Melhor Performance de Dança Solo              | "I'm Not Cool"                   | Pendente  | [ 117 ] |
| 2021                                   | Musica do Ano                                 | "I'm Not Cool"                   | Pendente  | [ 117 ] |
| 2021                                   | Worldwide Fans’ Choice TOP 10                 | HyunA                            | Pendente  | [ 117 ] |
| Melon Music Awards                     |                                               |                                  |           |         |
| 2012                                   | Global Star Award                             | HyunA                            | Indicado  |         |
| 2017                                   | MBC Music Star Award                          | HyunA                            | Venceu    |         |
| Mnet 20's Choice Awards                |                                               |                                  |           |         |
| 2012                                   | 20's Performance                              | HyunA                            | Venceu    |         |
| SBS MTV Best of the Best               |                                               |                                  |           |         |
| 2012                                   | Best Global                                   | HyunA                            | Indicado  |         |
| 2012                                   | Best Solo Female                              | HyunA                            | Indicado  |         |
| 2012                                   | Best Cameo                                    | "Gangnam Style"                  | Indicado  |         |
| 2012                                   | Best Collaboration with PSY                   | "Oppa Is Just My Style"          | Indicado  |         |
| 2014                                   | Best Solo Female                              | HyunA                            | Indicado  |         |
| 2014                                   | Best Sexy Video                               | "Red"                            | Indicado  |         |
| Seoul Music Awards                     |                                               |                                  |           |         |
| 2013                                   | Bonsang Award                                 | "Ice Cream"                      | Indicado  |         |
| 2013                                   | Popularity Award                              | "Ice Cream"                      | Indicado  |         |
| 2015                                   | Dance Performance Award                       | "Red"                            | Venceu    |         |
| YinYueTai V-Chart Awards               |                                               |                                  |           |         |
| 2013                                   | Best Korean Female Artist                     | HyunA                            | Venceu    |         |
| YouTube K-pop Awards                   |                                               |                                  |           |         |
| 2011                                   | Popularity Video Award                        | "Bubble Pop"                     | Venceu    |         |
| World Music Awards                     |                                               |                                  |           |         |
| 2014                                   | World's Best Female Artist                    | HyunA                            | Indicado  |         |
| 2014                                   | World's Best Live Act                         | HyunA                            | Indicado  |         |
| 2014                                   | World's Best Entertainer of the Year          | HyunA                            | Indicado  |         |
| 3rd European K-POP / J-POP Music Award |                                               |                                  |           |         |
| 2015                                   | Best TV Stage Performance                     | "Now" (with Hyunseung)           | Venceu    |         |

### Prêmios em programas musicais

#### Show Champion
| Ano  | Data         | Canção |
| ---- | ------------ | ------ |
| 2014 | 6 de Agosto  | "Red"  |
| 2014 | 13 de Agosto | "Red"  |

#### M Countdown
| Ano  | Data         | Canção        |
| ---- | ------------ | ------------- |
| 2016 | 11 de Agosto | "How's This?" |

#### Inkigayo
| Ano  | Data         | Canção        |
| ---- | ------------ | ------------- |
| 2016 | 14 de Agosto | "How's This?" |